# Jeffreys Bay

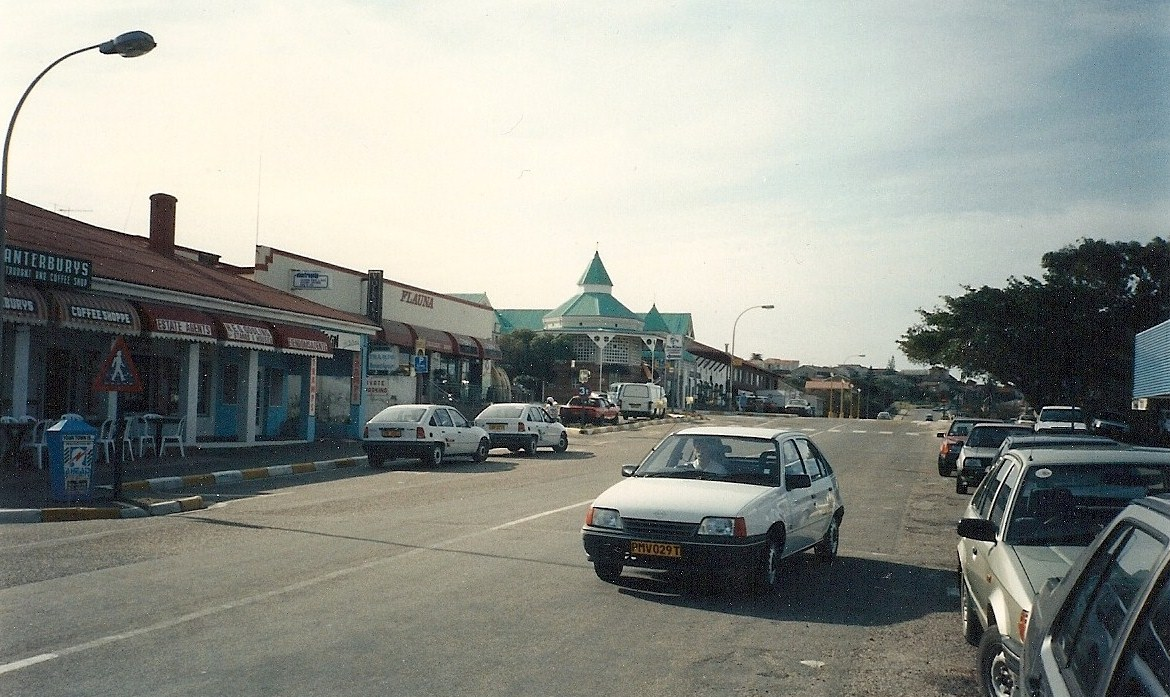
Jeffreys Bay, 1990.

Jeffreys Bay, i folkmun även kallad J-Bay, är en stad vid kusten av Indiska oceanen, 70 kilometer väster om Port Elizabeth i Östra Kapprovinsen i Sydafrika, i närheten av Humansdorp. Folkmängden uppgick till 27 107 invånare vid folkräkningen 2011.
Jeffreys Bay är känd för sina fina surfvågor. I mitten av juli hålls surfartävlingen Billabong Surf Festival. 